# Chimarra neofimbriata
Chimarra neofimbriata är en nattsländeart som beskrevs av Oliver S. Flint Jr. 1974. Chimarra neofimbriata ingår i släktet Chimarra och familjen stengömmenattsländor. Inga underarter finns listade i Catalogue of Life.